# 구이세케촌
구이세케촌(일본어: 杭瀬下村)은 일본 나가노현 하니시나군에 있던 촌이다. 현재의 지쿠마시에 해당한다.

## 역사
- 1889년 4월 1일 - 정촌제 시행에 의해 2개 촌의 구역을 확장해 하니시나군 구이세케촌이 성립하였다.
- 1954년 10월 1일 - 하뉴정에 편입되어, 동일 구이세케촌은 폐지되었다.
- 2003년 9월 1일 - 고쇼쿠시를 포함한 사라시나군 가미야마다정, 하니시나군 도구라정과 합병해 지쿠마시가 성립하였다

## 참고문헌
- 大日本篤農家名鑑編纂所編『大日本篤農家名鑑』大日本篤農家名鑑編纂所、1910年。
- 『가도카와 일본 지명 대사전 20 長野県』。